# 代米迪夫卡 (海辛區)
48°27′21″N 29°20′25″E / 48.45583°N 29.34028°E
代米迪夫卡（烏克蘭語：Демидівка），是烏克蘭中部文尼察州海辛區的村落，隸屬特羅斯佳內茨市鎮，始建於1700年，面積1.4平方公里，海拔高度205米，2001年人口844。